# Erateina mecyra
Erateina mecyra är en fjärilsart som beskrevs av Druce 1892. Erateina mecyra ingår i släktet Erateina och familjen mätare. Inga underarter finns listade i Catalogue of Life.